# Aaron Lewis
Aaron Lewis (født 13. april 1972) er en amerikansk musiker og sangskriver, som er bedst kendt som forsanger i rockbandet Staind, som har udgivet i alt syv studiealbum. Udover sit engagement i Staind har Aaron Lewis udgivet sin debut-soloalbum-EP Town Line den 1. marts 2011.